# Ctenucha nana
Ctenucha nana là một loài bướm đêm thuộc phân họ Arctiinae, họ Erebidae.